# Hans Katzer

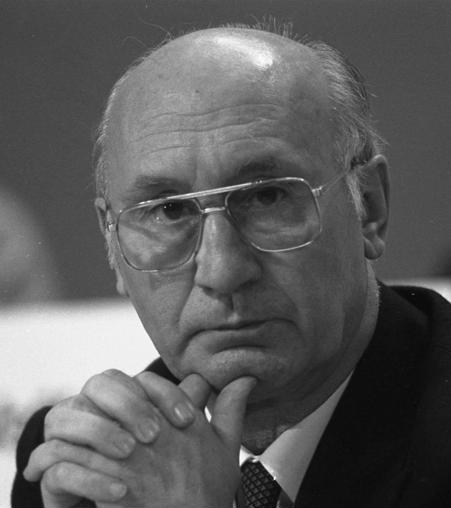
Hans Katzer, 1978

Hans Katzer (* 31. Januar 1919 in Köln; † 18. Juli 1996 ebenda) war ein deutscher Politiker (CDU). Er war von 1965 bis 1969 Bundesminister für Arbeit und Sozialordnung.

## Leben und Beruf

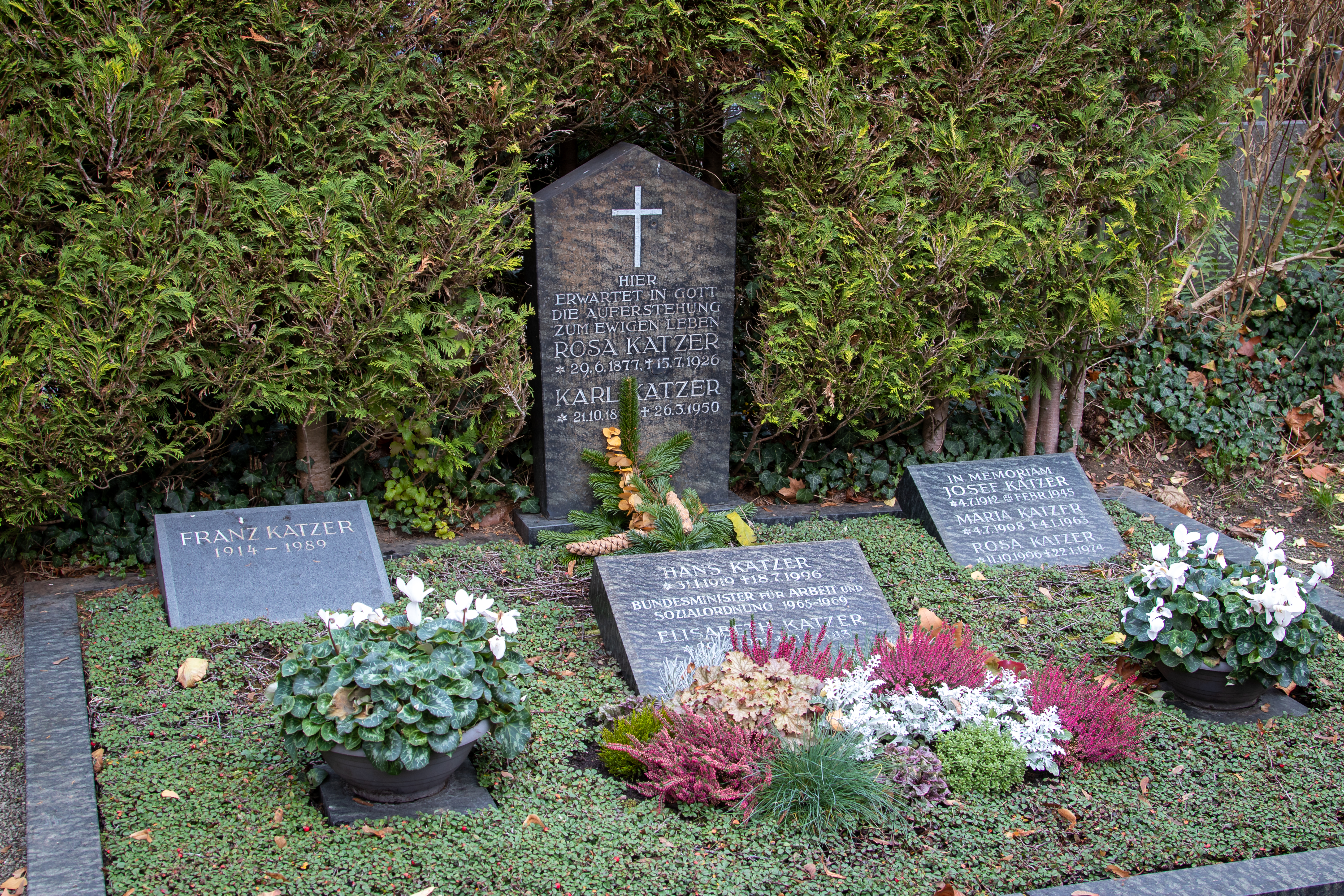
Familiengrab auf dem Melaten-Friedhof in Köln

Katzer wurde am 31. Januar 1919 als Sohn des Verbandssekretärs des Katholischen Gesellenvereins, Karl Katzer, und seiner Frau Rosa (geb. Franke) geboren. Sein Vater war als aus Böhmen stammender Schreinergeselle auf der Wanderschaft in Köln geblieben. Er saß für das Zentrum von 1919 bis 1933 im Kölner Rat und verlor nach der NS-„Machtergreifung“ sein Mandat und seine Stelle als Redakteur des Kolpingblattes. Die dadurch bedingte finanzielle Notlage zwang Hans Katzer, nach der mittleren Reife vom Realgymnasium abzugehen und seinen Berufstraum Architekt aufzugeben. Nach dem Besuch der Höheren Fachschule für die Textilindustrie absolvierte Katzer eine kaufmännische Ausbildung, die er mit der Kaufmannsgehilfenprüfung abschloss. Bereits seit 1929 gehörte er dem katholischen Jugendbund „Neudeutschland“ an und war bis zur erzwungenen Auflösung 1939 dessen letzter Leiter in Köln. Nach dem Reichsarbeitsdienst nahm er als Soldat von 1939 bis 1945 am Zweiten Weltkrieg teil. Nach einem im Winter 1941/42 vor Moskau erlittenen Lungensteckschuss lag er ein Jahr lang im Lazarett und wurde dann, inzwischen zum Leutnant der Infanterie befördert, zur Offiziersausbildung nach Metz kommandiert. Nach kurzer Kriegsgefangenschaft wurde Katzer 1945 entlassen.
Da Katzer politisch völlig unbelastet war und aus einer dem politischen Katholizismus verbundenen Familie stammte, konnte er schnell Karriere machen. Auf Vermittlung von Johannes Albers begann er noch 1945 beim Arbeitsamt Köln, wo er schon 1948 zum Abteilungsleiter mit dem Zuständigkeitsbereich Fortbildung und Umschulung avancierte. Anfang 1950 wurde er hauptamtlicher Bundesgeschäftsführer der Sozialausschüsse der Christlich-Demokratischen Arbeitnehmerschaft (bis 1963) und Mitarbeiter der Zeitschriften Soziale Ordnung und Betriebsräte-Briefe. Er war Mitglied der Gewerkschaft Öffentliche Dienste, Transport und Verkehr (ÖTV).
Katzer lernte im Kölner Arbeitsamt seine zukünftige Frau Elisabeth kennen, eine Tochter Jakob Kaisers, die dort ein Praktikum absolvierte. 1949 heirateten sie. Aus der Ehe ging eine Tochter hervor.

## Partei
1945 gehörte Katzer zu den Mitbegründern der Kölner CDU. Hier engagierte er sich vor allem in den Sozialausschüssen der Christlich-Demokratischen Arbeitnehmerschaft (CDA), deren Hauptgeschäftsführer er 1950 wurde. Innerhalb der Union war Katzer einer der profiliertesten Vertreter des Arbeitnehmerflügels, der zeitlebens die Idee der Einheitsgewerkschaft im DGB vertrat und deshalb auch die Ausgründung der christlichen Gewerkschaftsbewegung 1955 ablehnte. Freilich mahnte er innerhalb des DGB immer wieder dessen parteipolitische Neutralität an. 1972 wurde deshalb sogar ein Ausschlussverfahren gegen ihn beantragt. Von 1963 bis 1977 war er Vorsitzender der CDA. 1977 wurde er Präsident der von ihm mitgegründeten Europäischen Union Christlich-Demokratischer Arbeitnehmer.
Von 1969 bis 1980 war er außerdem stellvertretender Bundesvorsitzender der CDU. In den Bundestagswahlkämpfen 1972 und 1976 war er von den CDU-Kanzlerkandidaten Rainer Barzel bzw. Helmut Kohl in deren Kern- bzw. Regierungsmannschaft aufgenommen worden und hätte im Erfolgsfall das Arbeits- und Sozialministerium übernehmen sollen.
Nicht durchsetzen konnte Katzer sich innerhalb der CDU mit seiner Forderung nach einer verstärkten Mitbestimmung; auf dem Hamburger Parteitag 1973 unterlag das „Katzer-Modell“ mit einer Gleichgewichtung der Faktoren Arbeit und Kapital in der Abstimmung dem Modell des CDU-Bundesvorstandes, das bei Stimmengleichheit den Kapitaleignern die Entscheidungsstimme gab. Außenpolitisch gehörte er zu der Minderheit innerhalb der Union, die die Ostverträge befürwortete, obwohl er sich im Bundestag aus parteitaktischen Motiven der Stimme enthielt.
1962 gründete Katzer in Erinnerung an seinen Schwiegervater die Jakob-Kaiser-Stiftung, deren Vorsitz er bis 1994 innehatte.

## Mandate und öffentliche Ämter
Am 9. November 1952 wurde Katzer in den Rat der Stadt Köln gewählt. Nach seiner Wahl in den Bundestag 1957 gab er sein Mandat als Stadtverordneter am 16. Januar 1958 auf.
Von 1957 bis 1980 war er Mitglied des Deutschen Bundestages, wo er direkt gewählt den Wahlkreis 68 (Köln III) vertrat, 1965 dann über die Landesliste von Nordrhein-Westfalen einzog. Von 1961 bis 1965 war er Vorsitzender des Bundestagsausschusses für den wirtschaftlichen Besitz des Bundes. Hier war er von 1969 bis 1979 stellvertretender Vorsitzender der CDU/CSU-Bundestagsfraktion. 1973 übernahm er als Koordinator die Lenkung der Planungsstäbe von Fraktion und Partei. Von 1979 bis 1984 gehörte er dann dem ersten direkt gewählten Europäischen Parlament an und amtierte von 1979 bis 1982 als dessen Vizepräsident.
Nach der Bundestagswahl 1965 wurde er am 26. Oktober 1965 als Bundesminister für Arbeit und Sozialordnung in die von Bundeskanzler Ludwig Erhard geführte Bundesregierung berufen. Dort musste er allerdings als Mitglied des „Streichquintetts“ konkrete sozialpolitische Sparmaßnahmen vorschlagen. Der geplante Abbau von Sozialleistungen führte zu einer Auseinandersetzung mit Erhard im Oktober 1966.
Dasselbe Ressort leitet er auch in dem von Kurt Georg Kiesinger geleiteten Kabinett der Großen Koalition. Zu seinen Leistungen gehörten u. a. die Verbesserung der Kriegsopferversorgung und das Arbeitsförderungsgesetz 1969, das die Nürnberger Bundesanstalt von einer reinen Auszahlungsbehörde zu einem auf aktive Arbeitsmarktpolitik orientierten Dienstleister wandelte. In seiner Amtszeit verstärkte sich der Wandel von einer Fürsorgepolitik hin zu einer aktiven Sozialpolitik. Nach der Bundestagswahl 1969 schied Katzer am 21. Oktober 1969 aus der Bundesregierung aus. Die Schaffung der Volksaktien, das 312-Mark-Gesetz (Vermögensbildung für Arbeitnehmer) samt seiner Novellierung 1965 (auf 624 DM) und das Leistungsförderungsgesetz wurden von ihm ebenfalls entscheidend mitgestaltet.

## Ehrungen und Auszeichnungen
Katzer erhielt 1969 das Große Verdienstkreuz mit Stern und 1973 dazu das Schulterband des Verdienstordens der Bundesrepublik Deutschland. 1977 wurde er zum Ehrenvorsitzenden auf Lebenszeit der Sozialausschüsse der CDA gewählt. 1987 wurde ihm der Hans-Böckler-Preis verliehen in Anerkennung seiner Verdienste um die Einheitsgewerkschaft, eine späte Wiedergutmachung. Ein Jahr später erhielt er auch den Ludger-Westrick-Preis. Nach Katzer ist das Hans-Katzer-Haus der CDU-Marl sowie eine Straße in Köln-Junkersdorf benannt.

## Postume Rezeption
Der Spiegel würdigte Katzer in einem Nachruf.

„Mit geschickt eingesetzten Rücktrittsdrohungen verhinderte der CDU-Politiker oft soziale Einschnitte und sicherte die dynamische Rente. Er trotzte dem Wirtschaftsflügel seiner Partei – trotz schmerzlicher Niederlagen – eine nahezu paritätische Mitbestimmung in Großbetrieben ab. Für viele Unternehmer war er ein „schwarzer Kommunist“ oder ein „Herz-Jesu-Marxist“.“

Norbert Röttgen bezeichnete Hans Katzer anlässlich seines 15. Todestages als den „Erfinder der Sozialpartnerschaft“.

## Werke (Auswahl)
- Stabilität und Fortschritt. Wortlaut der Rede vor der Bundeskonferenz des Ständigen Ausschusses christlich-sozialer Arbeitnehmerkongresse am 1. Oktober 1966 in Nürnberg. o. O., o. J.
- Aspekte moderner Sozialpolitik. Köln 1969.
- Anpassung oder Integration? Zur gesellschaftlichen Situation älterer Menschen. Eichholz 1973.
- Soziale Partnerschaft. In: Rainer Barzel (Hg.): Sternstunden des Parlaments. Heidelberg 1989, S. 223–246.